# توني دودز
توني دودز (بالإنجليزية: Tony Dodds)‏ هو تريثلت نيوزلندي، ولد في 16 يونيو 1987.

## وصلات خارجية
- توني دودز على موقع اتحاد الترياتلون الدولي (الإنجليزية)
- توني دودز على موقع اللجنة الأولمبية الدولية (الإنجليزية)
- توني دودز على موقع أوليمبيديا (الإنجليزية)
- توني دودز على موقع اللجنة الأولمبية النيوزيلندية (الإنجليزية)
- توني دودز على موقع اتحاد ألعاب الكومنولث (مؤرشف) (الإنجليزية)